# Bianor maculatus
Bianor maculatus is een spinnensoort in de taxonomische indeling van de springspinnen (Salticidae).
Het dier behoort tot het geslacht Bianor en is daarvan de typesoort. De wetenschappelijke naam van de soort werd als Scythropa maculata voor het eerst geldig gepubliceerd in 1883 door Eugen von Keyserling.